# José Farías
José Farías Ríos (* 20. Oktober 1909; † 8. Juni 1964 in Lima) war ein peruanischer Leichtathlet, der 1935 Südamerikameister wurde.
Farías gewann bei den Südamerikameisterschaften 1935 in Santiago de Chile den Straßenlauf über 32 Kilometer mit zweieinhalb Minuten Vorsprung auf den Chilenen Manuel Ramírez. Im Crosslauf hatte er zwei Tage zuvor den vierten Platz belegt. Bei den Olympischen Spielen 1936 in Berlin traten drei Peruaner im Marathonlauf an und alle drei Läufer kamen ins Ziel. Farías belegte mit über einer Stunde Rückstand auf den Sieger den 42. und letzten Platz. Im Jahr darauf gewann Farías bei den Südamerikameisterschaften 1937 in São Paulo zwei Silbermedaillen. Im Crosslauf kam er mit über einer Minute Rückstand auf den Argentinier Raul Ibarra das Ziel. Zwei Tage später gewann der Argentinier Saturnino Cuello mit fast vier Minuten Vorsprung im 32-Kilometer-Lauf.